# Чкалово (Калининградская область)
Чкалово (до 1938 — Энцунен (нем. Enzuhnen), до 1946 — Родебах (нем. Rodebach)) — посёлок в Нестеровском районе Калининградской области. Входит в состав Илюшинского сельского поселения.

## География
Посёлок Чкалово расположен на востоке Калининградской области, на реке Раковке (бассейн Преголи), между городами Гусевом (в 15 км к юго-востоку от Гусева по прямой) и Нестеровом (в 8,8 км к юго-западу от Нестерова по прямой).

## Население
| 1910 | 1933 | 1939 | 2002 | 2010 |
| ---- | ---- | ---- | ---- | ---- |
| 220  | ↗229 | ↗261 | ↘141 | ↗184 |

## История
В 1938 году властями гитлеровской Германии Энцунен был переименован в Родебах в рамках кампании по упразднению в Восточной Пруссии топонимики литовского происхождения.
В 1946 году переименован в посёлок Чкалово.